# Croton uruguayensis
Croton uruguayensis är en törelväxtart som beskrevs av Henri Ernest Baillon. Croton uruguayensis ingår i släktet Croton och familjen törelväxter. Inga underarter finns listade i Catalogue of Life.